# Olympische Sommerspiele 2004/Kanu – Zweier-Canadier 1000 m (Männer)
Die Wettkämpfe im Zweier-Canadier über 1000 Meter bei den Olympischen Sommerspielen 2004 wurden am 23. bis zum 27. August 2004 auf der Strecke im Schinias Olympic Rowing and Canoeing Centre ausgetragen.

## Ergebnisse

### Vorläufe
Bei den zwei Vorläufen am 23. August erreichten die jeweils drei schnellsten Boote das Finale. Die restlichen Boote erreichten das Halbfinale.

#### Vorlauf 1
| Rang | Athleten                            | Nation              | Zeit         |
| ---- | ----------------------------------- | ------------------- | ------------ |
| 1    | Silviu Simioncencu Florin Popescu   | Rumänien            | 3:30,419 min |
| 2    | Ibrahim Rojas Ledis Balceiro        | Kuba                | 3:30,435 min |
| 3    | Michał Śliwiński Łukasz Woszczyński | Polen               | 3:30,607 min |
| 4    | Richard Dalton Michael Scarola      | Kanada              | 3:31,123 min |
| 5    | Meng Guanliang Yang Wenjun          | Volksrepublik China | 3:31:795 min |
| 6    | Peter Páleš Daniel Biksadský        | Slowakei            | 3:47,263 min |
| 7    | Jordan Malloch Nathan Johnson       | Vereinigte Staaten  | 3:50,735 min |

#### Vorlauf 2
| Rang | Athleten                                           | Nation      | Zeit         |
| ---- | -------------------------------------------------- | ----------- | ------------ |
| 1    | Christian Gille Tomasz Wylenzek                    | Deutschland | 3:30:059 min |
| 2    | Alexander Kostoglod Alexander Kowaljow             | Russland    | 3:31,023 min |
| 3    | György Kozmann György Kolonics                     | Ungarn      | 3:31,775 min |
| 4    | José Alfredo Bea David Mascató                     | Spanien     | 3:32,355 min |
| 5    | Yannick Lavigne José Lenoir                        | Frankreich  | 3:35,939 min |
| 6    | Maksym Prokopenko Ruslan Dschalilow                | Ukraine     | 3:36,075 min |
| 7    | Aljaksandr Kurljandtschyk Aljaksandr Bahdanowitsch | Belarus     | 3:38,391 min |

### Halbfinale
Die drei schnellsten Athleten der Halbfinals, das am 25. August ausgetragen wurden, erreichten den Endlauf.
| Rang | Athleten                                           | Nation              | Zeit         |
| ---- | -------------------------------------------------- | ------------------- | ------------ |
| 1    | José Alfredo Bea David Mascató                     | Spanien             | 3:31,876 min |
| 2    | Richard Dalton Michael Scarola                     | Kanada              | 3:32,280 min |
| 3    | Meng Guanliang Yang Wenjun                         | Volksrepublik China | 3:32,792 min |
| 4    | Aljaksandr Kurljandtschyk Aljaksandr Bahdanowitsch | Belarus             | 3:33,558 min |
| 5    | Yannick Lavigne José Lenoir                        | Frankreich          | 3:35,232 min |
| 6    | Maksym Prokopenko Ruslan Dschalilow                | Ukraine             | 3:35,740 min |
| 7    | Peter Páleš Daniel Biksadský                       | Slowakei            | 3:36,572 min |
| 8    | Jordan Malloch Nathan Johnson                      | Vereinigte Staaten  | 3:46,036 min |

### Finale
Das am 27. August ausgetragene Finale brachte einen deutschen Olympiasieg.
Der amtierende Weltmeister Rumänien wurde dabei ebenfalls noch von Russland und Ungarn besiegt und landete auf einem undankbaren vierten Platz.
Vier Jahre zuvor hatten die Rumänen noch in der Besetzung Florin Popescu / Mitică Pricop Gold geholt.
| Rang | Athleten                               | Nation              | Zeit         |
| ---- | -------------------------------------- | ------------------- | ------------ |
| 1    | Christian Gille Tomasz Wylenzek        | Deutschland         | 3:41,802 min |
| 2    | Alexander Kostoglod Alexander Kowaljow | Russland            | 3:42,990 min |
| 3    | György Kozmann György Kolonics         | Ungarn              | 3:43,106 min |
| 4    | Silviu Simioncencu Florin Popescu      | Rumänien            | 3:43,858 min |
| 5    | Michał Śliwiński Łukasz Woszczyński    | Polen               | 3:44,338 min |
| 6    | Richard Dalton Michael Scarola         | Kanada              | 3:45,638 min |
| 7    | José Alfredo Bea David Mascató         | Spanien             | 3:45,766 min |
| 8    | Ibrahim Rojas Ledis Balceiro           | Kuba                | 3:50,346 min |
| 9    | Meng Guanliang Yang Wenjun             | Volksrepublik China | 3:52,926 min |